# همه‌پرسی قانون اساسی صربستان (۲۰۲۲)
همه‌پرسی قانون اساسی صربستان (انگلیسی: 2022 Serbian constitutional referendum) در ۱۶ ژانویه ۲۰۲۲ در صربستان برگزار شد که در آن رأی دهندگان در مورد تغییر قانون اساسی صربستان در بخش مربوط به قوه قضاییه یا نظام دادگستری تصمیم به تغییر آن گرفتند.
پیش از این دولت برای انطباق قوه قضائیه با قوانین اتحادیه اروپا، روش انتخاب قضات و دادستانها را پیشنهاد کرده بود و مجلس ملی آن را با اکثریت دو سوم در ۷ ژوئن ۲۰۲۱ تصویب کرد.
قبل از اعلام همه‌پرسی، در ۲۵ نوامبر ۲۰۲۱ تغییراتی در قانون آن انجام شد که سرشماری را از همه‌پرسی لغو کرد، یعنی قاعده الزام مشارکت ۵۰ درصدی برای معتبر بودن همه‌پرسی کفایت می‌کند.

## پیشینه و جدول زمانی
در ژانویه ۲۰۲۰، زمانی که وزیر امور خارجه رادومیر ایلیچ، برای اتخاذ «کنترل خارجی» طی بیانیه‌ای خواستار تغییر قانون اساسی شد که به رئیس‌جمهور صربستان اختیاراتی برای نصب و عزل قضات می‌داد، گمانه زنی‌هایی در مورد تغییر سیستم قضایی به وجود آمد. این بیانیه با مخالفت چندین قاضی سابق مواجه شد و آنها ادعا کردند که این امر باعث کاهش استقلال قوه قضائیه خواهد شد. وزارت دادگستری مدعی شد که «کنترل خارجی بایستی از طریق انتخاب اعضای شورای عالی قضایی توسط شهروندان کنترل شود».
پس از انتخابات پارلمانی ۲۰۲۰، حزب مترقی صربستان اکثریت کرسی‌های مجلس ملی را به دست آورد. اندکی بعد، دولت صربستان پیشنهادی برای تغییر قانون اساسی به مجلس ملی ارائه کرد. در ابتدا، تکمیل اصلاحات قانون اساسی که تضمین کننده استقلال قوه قضائیه بود برای ۲۰۱۷ برنامه‌ریزی شد. این امر که پس از تصویب استراتژی ملی توسط شورای ملی به منظور اصلاحات قضایی ۲۰۱۳ صورت گرفت، پیش‌بینی شد که توسط دولت در ۲۰۱۵ به تصویب برسد. بر اساس آن سند، صربستان قرار بود تا پایان ۲۰۱۶ پیش نویس اصلاحات متن قانون اساسی را تمام کند. در ۳ دسامبر ۲۰۲۰، مجلس ملی پیشنهاد تغییر قانون اساسی را تصویب کرد. رئیس مجلس ملی ایویکا داچیچ اظهار داشت در صورت برگزاری انتخابات زودهنگام، همه‌پرسی باید قبل از انتخابات برگزار شود. پیشنهاد دیگری برای اصلاح قانون اساسی در اواخر آوریل ۲۰۲۱ به مجلس فرستاده شد که این پیشنهاد در ۷ ژوئن ۲۰۲۱ پذیرفته شد.

## استقبال از کمپین
تحلیلگران به این نتیجه رسیدند که مشارکت و موفقیت در همه‌پرسی برای دولت از اهمیت برخوردار است، اما به دلیل انتخابات سراسری صربستان (۲۰۲۲)، برد تبلیغات برای تغییرات قانون اساسی محدود خواهد شد.

### کمپین «بله»

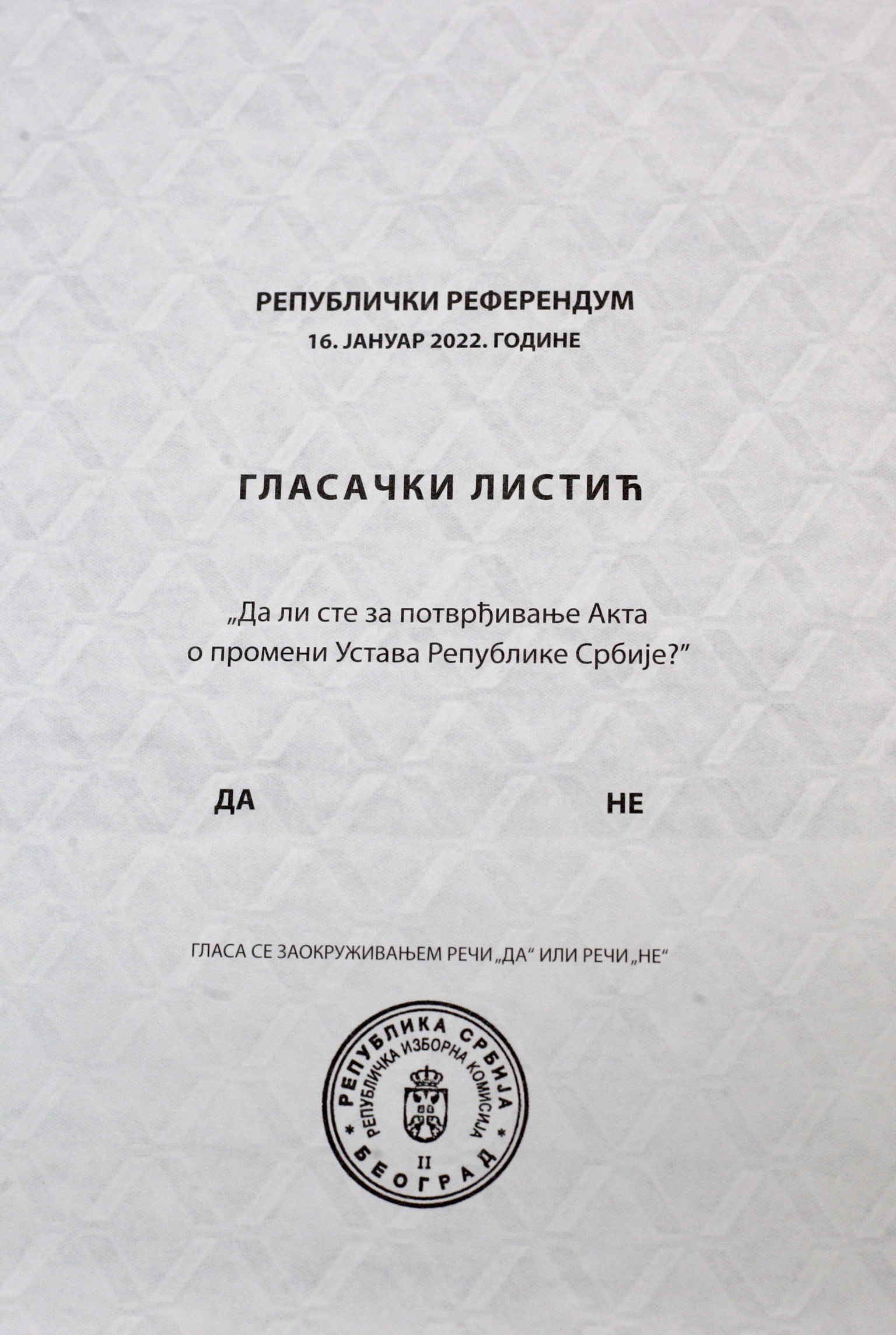
برگه رفراندوم حاوی یک سؤال و دو پاسخ «بله» و «نه» است.

وزیر دادگستری فعلی مایا پوپوویچ که در مذاکرات و تشکیل سند نهایی شرکت داشته‌است از چنین تغییراتی حمایت می‌کند. کمیسیون انتخابات ونیز نیز حمایت خود را اعلام کرد و اینکه این تغییرات بیشتر توصیه‌های آنها را برآورده می‌کند.

### کمپین «نه»
برخی از اعضای مجلس ملی که بخشی از اعضای احزاب حاکم هستند، مخالفت خود را با تغییرات قانون اساسی ابراز داشته‌اند. احزاب غیر پارلمانی مانند جنبش شهروندان آزاد با شعار «اجازه ندهید بلگراد غرق شود» نارضایتی خود را اعلام کردند، علاوه بر این احزاب با هم برای صربستان، سیاستمداران حزب مردم، حزب صربستان. پیمان‌داران و حزب دموکراتیک. همچنین میروسلاو پاروویچ، رهبر جنبش آزادیبخش خلق، خواستار تعویق رفراندوم گردید. حزب دمکرات صربستان و پوکس نیز مخالفت خود را با چنین تغییراتی ابراز داشته‌اند و از شهروندان خواستند تا در همه‌پرسی رای «نه» بدهند.
احزاب دیگر بس است و صربستان شکوفا مخالفت خود را با رفراندوم نیز اعلام کردند، و در ۳۰ نوامبر کمپین «بلوک سووراینیست» را تشکیل دادند، و اندکی پس از شروع مبارزات انتخاباتی خود. دوری و مقامات حزب رادیکال صربستان گفتند که شهروندان باید به همه‌پرسی رای «نه» بدهند.

### موقعیت‌های کلی
| موقعیت      | نام | نام                                           | ایدئولوژی                   | رهبران             |
| ----------- | --- | --------------------------------------------- | --------------------------- | ------------------ |
| بله         |     | حزب مترقی صربستان (SNS)                       | پوپولیسم                    | الکساندر ووچیچ     |
| بله         |     | حزب سوسیالیست صربستان (SPS)                   | پوپولیسم                    | ایویکا داچیچ       |
| بله         |     | صربستان متحد (JS)                             | محافظه کاری ملی             | دراگان مارکوویچ    |
| بله         |     | حزب متحد بازنشستگان صربستان (PUPS)            | منافع بازنشستگان            | میلان کرکوبابیچ    |
| بله         |     | حزب عدالت و آشتی (SPP)                        | منافع اقلیت بوسنیایی        | یوسامه زوکورلیچ    |
| بله         |     | حزب سوسیال دموکرات صربستان (SDPS)             | سوسیال دموکراسی             | راسیم لیاجیچ       |
| نه          |     | مجمع دموکراتیک مدنی (GDF)                     | آزادی‌خواه                   | زوران وولتیچ       |
| نه          |     | حزب دموکراتیک صربستان (DSS)                   | محافظه کاری ملی             | میلوش یووانوویچ    |
| نه          |     | نگذارید بلگراد نابود شود (NDM)                | اکو سوسیالیسم               | دوبریکا وسلینوویچ  |
| نه          |     | کافی است (DJB)                                | پوپولیسم جناح راست          | ساشا رادولوویچ     |
| نه          |     | صربستان سالم (ZS)                             | محافظه کاری ملی             | میلان استاماتوویچ  |
| نه          |     | لیگ سوسیال دموکرات‌های ویوودینا (LSV)          | خودمختاری                   | نناد چانک          |
| نه          |     | جنبش شهروندان آزاد (PSG)                      | آزادی‌خواه                   | پاول گربوویچ       |
| نه          |     | شبکه ملی (NM)                                 | محافظه کاری اجتماعی         | ولادان گلیسیچ      |
| نه          |     | حزب جدید (NOVA)                               | سوسیال لیبرالیسم            | آریس موسیجان       |
| نه          |     | POKS                                          | محافظه کاری ملی             | وویسلاو میهایلوویچ |
| نه          |     | Party for Democratic Action (PDD)             | Albanian minority interests | Shaip Kamberi      |
| نه          |     | Serbian Movement "Dveri" (Dveri)              | Serbian nationalism         | Boško Obradović    |
| نه          |     | Serbian Party Oathkeepers (SSZ)               | Ultranationalism            | Milica Đurđević    |
| نه          |     | Serbian Radical Party (SRS)                   | Ultranationalism            | Vojislav Šešelj    |
| نه          |     | Social Democratic Party (SDS)                 | Social democracy            | Boris Tadić        |
| نه          |     | Together for Serbia (ZZS)                     | Green politics              | Nebojša Zelenović  |
| بایکوت      |     | Democratic Party (DS)                         | Social liberalism           | Zoran Lutovac      |
| بایکوت      |     | Party of Democratic Action of Sandžak (SDA S) | Bosniak minority interests  | Sulejman Ugljanin  |
| بایکوت      |     | Party of Freedom and Justice (SSP)            | Social democracy            | Dragan Đilas       |
| نه/بایکوت   |     | People's Party (Narodna)                      | Liberal conservatism        | Vuk Jeremić        |
| عقب انداختن |     | Liberation                                    | National conservatism       | Mlađan Đorđević    |
| عقب انداختن |     | People's Liberation Movement (NSP)            | Right-wing populism         | Miroslav Parović   |

## پیامد
مرکز انتخابات آزاد و دموکراسی (CeSID) صربستان، در ابتدا هیچ حادثه مهمی را طی چند ساعت اول برگزاری انتخابات گزارش نکرده‌است، اگرچه بعداً در طول روز بی‌نظمی‌ها و حوادثی در مراکز رأی‌گیری رخ داد. سازمان غیردولتی CRTA اظهار داشت که «ناآمادگی شدید هیئت‌های رای‌گیری مشاهده شد». گزارش شد که رای‌دهنده‌ای که ثبت نام نکرده بود اجازه داده شد رای خود را به صندوق بیندازد. سرجان نوگو، نماینده سابق مجلس پس از رای دادن، صندوق رای را شکست و بلافاصله پس از آن دستگیر و بازداشت شد. اندکی قبل از نیمه شب، گروهی از فعالان سازمان «۱ از ۵ میلیون پس از تلاش مشروعیت یافتند به ساختمان RIK وارد شوند. در ورشاچ گزارش شد اعضای کمیته انتخابات در حال فیلم گرفتن از رای‌دهندگان بودند. در برخی از شهرهای سراسر صربستان، همچنین گزارش شد که اعضای کمیته‌های انتخاباتی به‌جای رای‌دهندگان امضا می‌کردند. در نووی پازار، جایی که ۸۸ درصد از رای‌دهندگان به گزینه «آری» رای دادند، بی‌نظمی در چندین شعبه رای‌گیری در سراسر شهر گزارش شد.
اندکی پس از ساعت ۲۲/۰۰سنترال تایم، ووچیچ «نتایج اولیه» را در طی کنفرانسی اعلام کرد که در آن اظهار داشت ۶۰/۴۸٪ آرا به گزینه «آری» و ۳۹/۵۲٪ به «خیر» رفتند. در طول کنفرانس، نتایج اولیه رسمی هنوز در دسترس نبود. وی همچنین بیان کرده‌است که در بلگراد ۵۴ درصد آرا به گزینه «خیر» رای داده‌اند. در ۱۸ ژانویه، ووچیچ اظهار داشت که «SNS قادر به محاسبه نتایج است». بر اساس CRTA که اعلام کرد ۲۹/۶٪ از واجدین شرایط رای دادند و آرای «آری» ۵۷/۴٪ و «نه» ۴۱/۶٪ آرا را به دست آوردند. در یک شعبه رای، مشارکت ۱۰۰٪ گزارش شد.
میزان مشارکت در همه‌پرسی در ابتدا ۳/۶ درصد در ساعت ۱۰:۰۰ گزارش شد و در مقایسه با انتخابات پارلمانی ۲۰۲۰ سه برابر کمتر بود. میزان مشارکت کمترین میزان از زمان معرفی مجدد انتخابات پارلمانی در ۱۹۹۰ گزارش شده‌است. بر اساس RIK، گزینه «نه» در شهرهای بزرگ مانند بلگراد، نیش، و نووی ساد غالب بود. چندین حزب و جنبش مانند دوری، بس است، و ۱ از ۵ میلیون نفر دولت را به تقلب در انتخابات متهم کرده‌اند. تظاهراتی که توسط Dveri، حزب صربستان، صربستان سالم و POKS سازماندهی شده بود، یک روز بعد از همه‌پرسی در مقابل ساختمان RIK برگزار شد. والدان گلیسیچ نماینده مجلس اعتراضی به RIK ارائه کرد که در آن او ادعا کرد که آرا در ۳۳۹۳ شعبه رای‌گیری جعل شده‌است، اگرچه RIK آن را رد کرد.
تحلیلگران پس از آن به این نتیجه رسیدند که نتایج همه‌پرسی نشان می‌دهد که پتانسیل تغییر وجود دارد، اما طعمه ای برای مخالفان نیز وجود دارد و دولت نتایج را بیشتر به عنوان پیروزی خود و کمتر به عنوان راه حل همه‌پرسی تفسیر کرد. به مسائل قضایی». برخی نیز گفته‌اند که «نتایج رفراندوم هم برای دولت و هم برای اپوزیسیون مناسب است» و «شرکت پایین بی‌سابقه، مشروعیت تغییرات قانون اساسی را مطرح کردند».